# Потвори (фільм, 1932)
«Потвори» (також Виродки, англ. Freaks) — американський художній фільм 1932 режисера Тода Броунінга, драма з елементами фільму жахів. Вільна екранізація оповідання Тода Роббінса «Шпори».

## Зміст
Клеопатра — акробатка в цирку. Їй освідчувався ліліпут Ганс, але дівчина віддала перевагу місцевому культуристу Геркулесу. Однак виявляється, що Ганс казково багатий. Тоді Клеопатра вирішує вийти за нього й отруїти новоспеченого чоловіка. План зривається, і тепер гімнастці доведеться платити за свій огидний вчинок, тому що більша частина трупи вирішує помститися.

## Ролі
| Актор                        | Роль                              |
| ---------------------------- | --------------------------------- |
| Воллес Форд                  | Фросі                             |
| Лейла Хайамс                 | Венера                            |
| Ольга Бакланова              | Клеопатра                         |
| Роско Ейтс                   | Роско                             |
| Генрі Віктор                 | Геркулес                          |
| Гаррі Ерлс                   | Ганс                              |
| Дейзі Ерлс                   | Фріда                             |
| Роуз Діон                    | мадам Тетралліні                  |
| Дейзі і Віолетта Хілтон      | сіамські близнюки                 |
| Шлітц                        | грає самого себе                  |
| Принц Рандіан                | грає самого себе                  |
| Жозефіна Джозеф              | гермафродит                       |
| Ольга Родерік (Джейн Барнел) | бородата жінка                    |
| Джонні Ек                    | людина без нижньої частині тулуба |

## Історія створення
Компанія MGM придбала права на оповідання Роббінса в 1920-х за наполяганням Броунінга. У червні 1932 Ірвінг Тальберг запропонував Броунинг постановку «Арсена Люпена» з Джоном Беррімором. Броунінг відмовився, воліючи продовжити роботу над «виродками», розпочату ще в 1927 р. На його прохання до проєкту залучили сценаристів Вілліса Голдбек і Елліотта Клоусон. Також у написанні сценарію брали участь Леон Гордон, Едгар Аллан Вулф, Ел Боусберг і Чарльз Макартур. Сценарій сформувався за 5 місяців, від оригінальної розповіді в ньому залишилася хіба що одруження ліліпута на звичайній жінці і їх весільний бенкет. Планувалась участь у фільмі Віктора Мак-Лаглен (Геркулес), Мірни Лой (Клеопатра) та Джин Гарлоу (Венера), але Тальберг вирішив не залучати до роботи зірок першої величини.
При зйомках фільму Тод Броунинг керувався в чому власним життєвим досвідом — в 16 років він втік з родини й довго працював у бродячому цирку.
У фільмі знімалася найдивовижніша група акторів з фізичними відхиленнями за всю історію кінематографа. Тод Броунинг запросив на кастинг більшість відомих циркових виродків з усіх бродячих цирків США. Цікаво, що всі циркові артисти — потвори у фільмі — за винятком Гаррі й Дейзі Ерлс — названі своїми справжніми іменами, що додає картині відтінок документальності.
Зйомки тривали з жовтня по грудень 1931 року. Тривалість фільму становила 90 хвилин, але за результатами тестових переглядів (одна глядачка загрожувала MGM судом за те, що від перегляду у неї стався викидень) студія скоротила фільм до 64 хвилин. Купюрам піддалися сцени розправи над Клеопатрою, кастрації Геркулеса, кілька комедійних моментів і велика частина оригінального епілогу; були додані новий пролог з балаганним закликальником і епілог, що демонстрував примирення закоханих ліліпутів. Прем'єра цієї версії відбулася в Лос-Анджелесі 20 лютого 1932 року.

## Значення і вплив
Сучасники виявилися не готові до запропонованого Броунингом рівню відвертості. Ніякі цензурні скорочення не могли врятувати «виродків» від провалу в прокаті. Фільм на три десятиліття виявився похований в студійному архіві, був заборонений до показу в цілому ряді країн (зокрема, у Великій Британії та в Австралії) і американських штатів і міст (деякі з цих заборон офіційно не зняті дотепер і формально вважаються чинними). За легендою, студія була так налякана негативною реакцією публіки на фільм, що про всяк випадок знищила його негатив. Після зняття фільму з прокату, права на його показ придбав у студії відомий антрепренер бродячих балаганів Дуейн Еспер, який показував фільм під назвами «Заборонене кохання» і «Помилки природи» під час вистав.
В 1961 року фільм був заново відкритий і швидко набув культовий статус. Він справив великий вплив на нонконформістські культурні течії 1960-х років — наприклад, на класика сучасної фотографії Діану Арбюс. В 1967 року фільм вшанували спеціальною експозицією в нью-йоркському Музеї сучасного мистецтва. В 1994 році фільм, який має велике мистецьке значення, був внесений до Національного реєстру фільмів.
Пісня Девіда Бові «Diamond Dogs» відкривається посиланням на цей фільм:

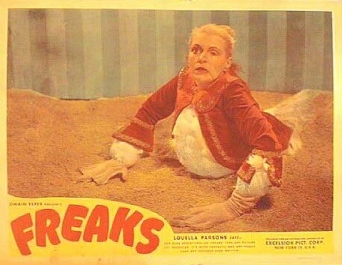
Постер фільму з зображенням персонажа Ольги Бакланової

As they pulled you out of the oxygen tent, You ask for the latest party, With your silicone hump and your ten inch stump, Dressed like a priest you was, Tod Browning's freak you was

## Знімальна група
- Режисер — Тод Броунінг
- Сценарист — Аль Боасберг, Віліс Голдбек, Леон Гордон
- Продюсер — Тод Броунінг, Дуейн Еспер, Гільдегард Стаді